# 御守

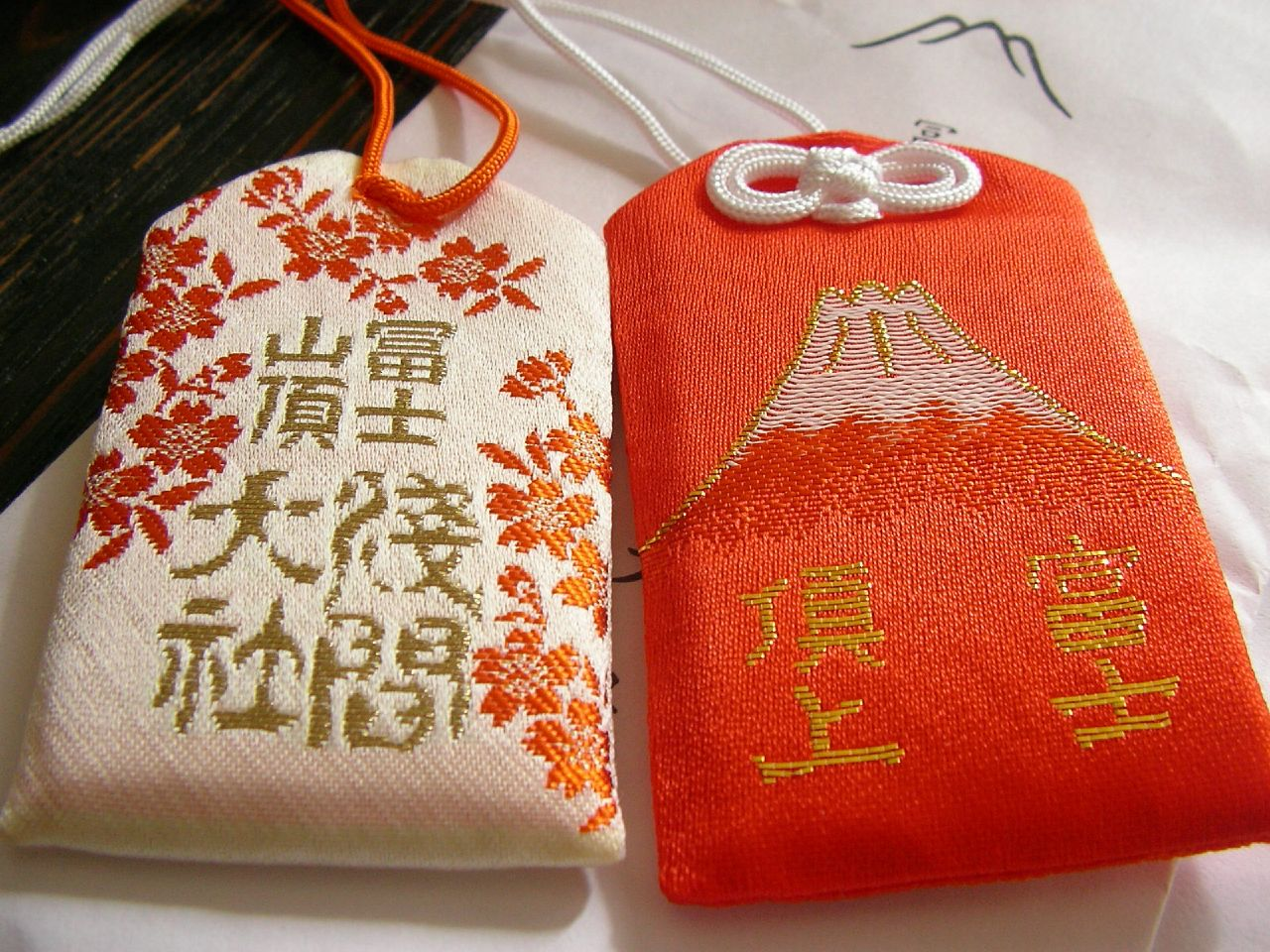
在富士山上神社所賣的御守

御守（日语：／ omamori）是指日本地區的一種護身符，經常在神社、寺院中可以見到或購買到，通常為可輕易握在手掌裡的大小。御守外觀跟華人地區的香火袋相似，也有祈求護佑的作用，但御守有更多樣化的設計，同時也從最早用来辟邪和解除厄运，逐渐衍生到生活各個層面，包含交通安全、財富、安产、良缘、学业、健康、等方面，象征著愿望和守护。御守價格便宜也可作為吊飾，是許多觀光客到日本旅遊時會購買的紀念品之一。

## 典故
日文守り(mamori)是「守護」、「保護」的意思。而加上了御字後(omamori)代表敬語的形式。

## 製作方式
御守典型的製作方式，是用棉布或麻布將硬紙版或木牌包起來，製作成為長型的五角形，接著頂部穿過繩子打上綬帶結（一種中國結）即完成。在正背面會繡上御守的功用（例如愛情）以及裝飾的花紋，繩上也常會掛上一個小鈴鐺。
放置在御守中的硬紙版或木牌，通常會被寫上經文、篆刻印記或繪上神明的画像，或著夾帶一張符咒。用途被認為是安置神明的力量在御守內，但也可能什麼都沒寫。繫上綬帶結也代表著將神明的力量緊緊鎖在御守内部。
近代的御守使用了許多不同材質來製作，包含紙、金屬、木材、塑膠等都可互相搭配。配合祈福的主題，不同的御守有各式各樣的設計和外觀，同時也展現了日本各地的文化特色。

## 購買與使用
大部分御守都是在神社、寺院中購買，販售御守也是巫女或其他神職人員的工作之一。販售的時候，會將御守裝進一個寫著神社和御守名稱﹝或只寫「御守」二字﹞的白色小紙袋中，再交給客人。神社旁的紀念品店也可能會販賣御守，但可能比較偏向紀念品性質，裡面就沒有符咒等了。御守的價格通常只需數百日幣﹝較貴的大約一千日幣上下﹞，因為價格便宜，是許多觀光客到日本旅遊時會購買的紀念品之一。
通常御守都是作為吊飾掛在特定的地方，或隨身攜帶。御守的使用上，一般認為有以下限制：
- 不建議將其拆開。解開了束縛的帶子，神明的力量就會從中跑出來，而御守就此失去效力。
- 御守裡面的符咒可以拿到神社歸還，由神社代替本人燒納處理掉。
- 一次只能佩戴一家神社的御守，避免不同的神明會衝突到。也有可以佩帶不同神社的御守、神明並不會衝突的說法。﹝宇治上神社的神社雑学クイズ：お守りは何体持っていても大丈夫です。神様が喧嘩をするという事はありません。)

剛過完新年的期間，常常是許多人會去歸還舊的御守及購買新的御守的時候，讓新的御守伴隨自己開始新的一年。

## 御守的種類
御守的種類各式各樣，茲舉出幾種常見的御守：
- 安產御守 - 祈求孕婦懷胎順利，孩子平安出生
- 愛情御守 - 祈求良緣、避壞桃花...等等愛情相關
- 平安御守 - 祈求身體健康平安
- 厄除御守 - 消除厄運
- 幸運御守 - 祈求幸運、開運
- 學業成就御守（又名進學御守、勸學御守） - 祈求學業成功、考試合格
- 交通安全御守 - 祈求交通安全
- 金守 - 常繡「金」字或有銅錢符號，求財運
- 勝守 - 祈求事業成功、比賽勝利
- 長壽御守 - 年長者生日時會購買，祈求長壽
- 子供御守 - 孩子出生後會購買子供（子女）御守，祈求小孩平安長大，有分男孩女孩的造型

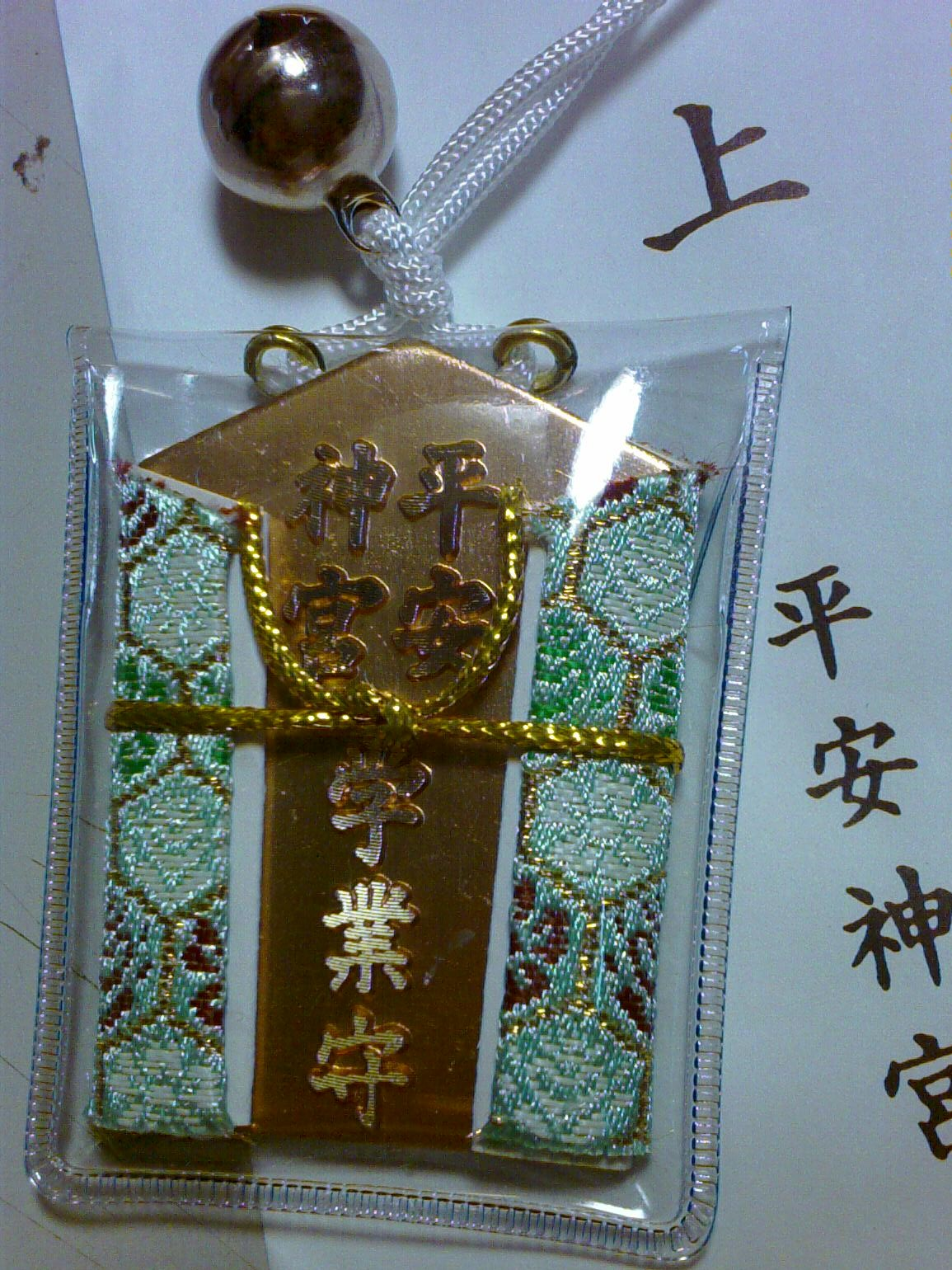
平安神宮的學業御守
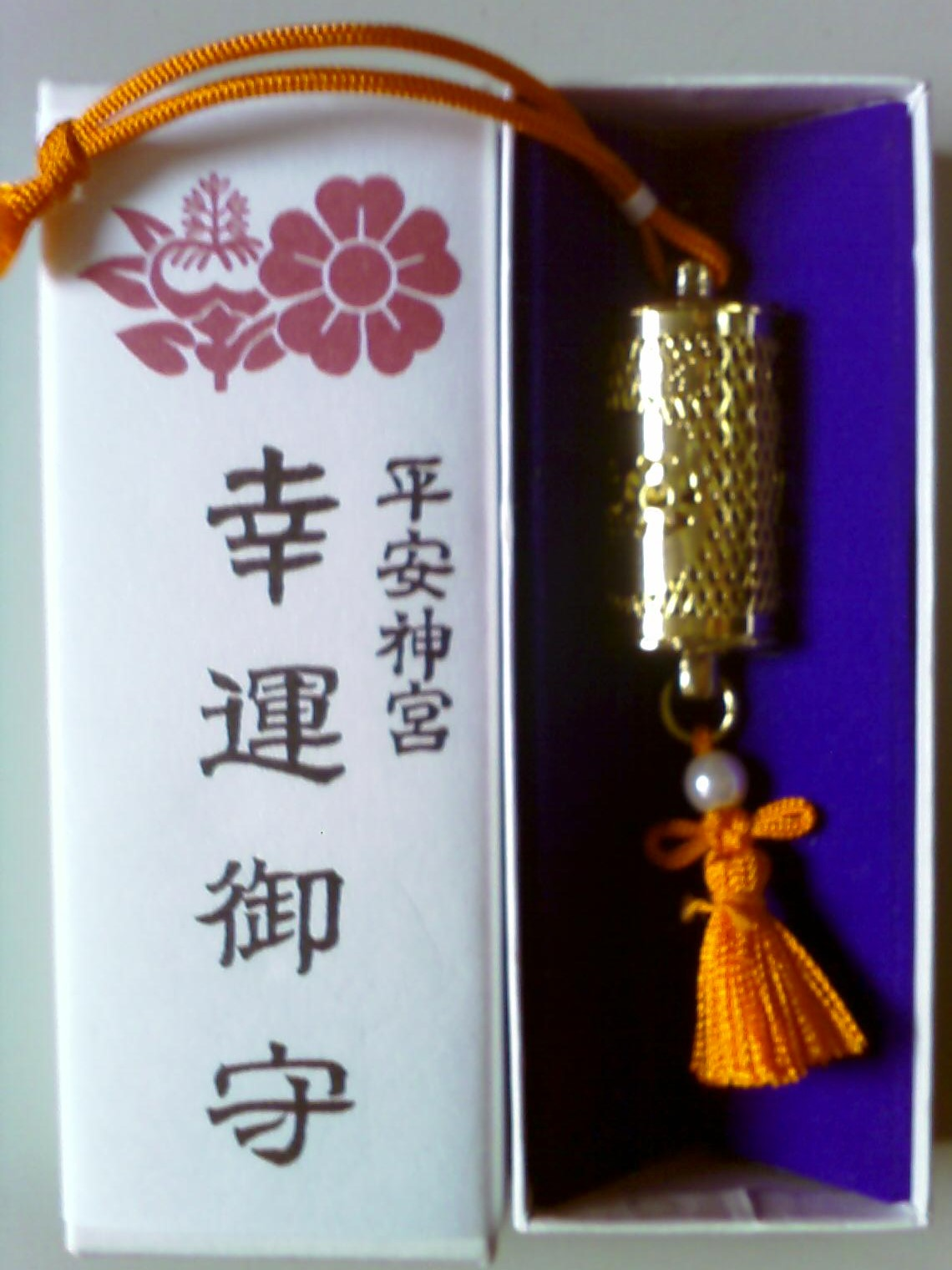
平安神宮的幸運御守
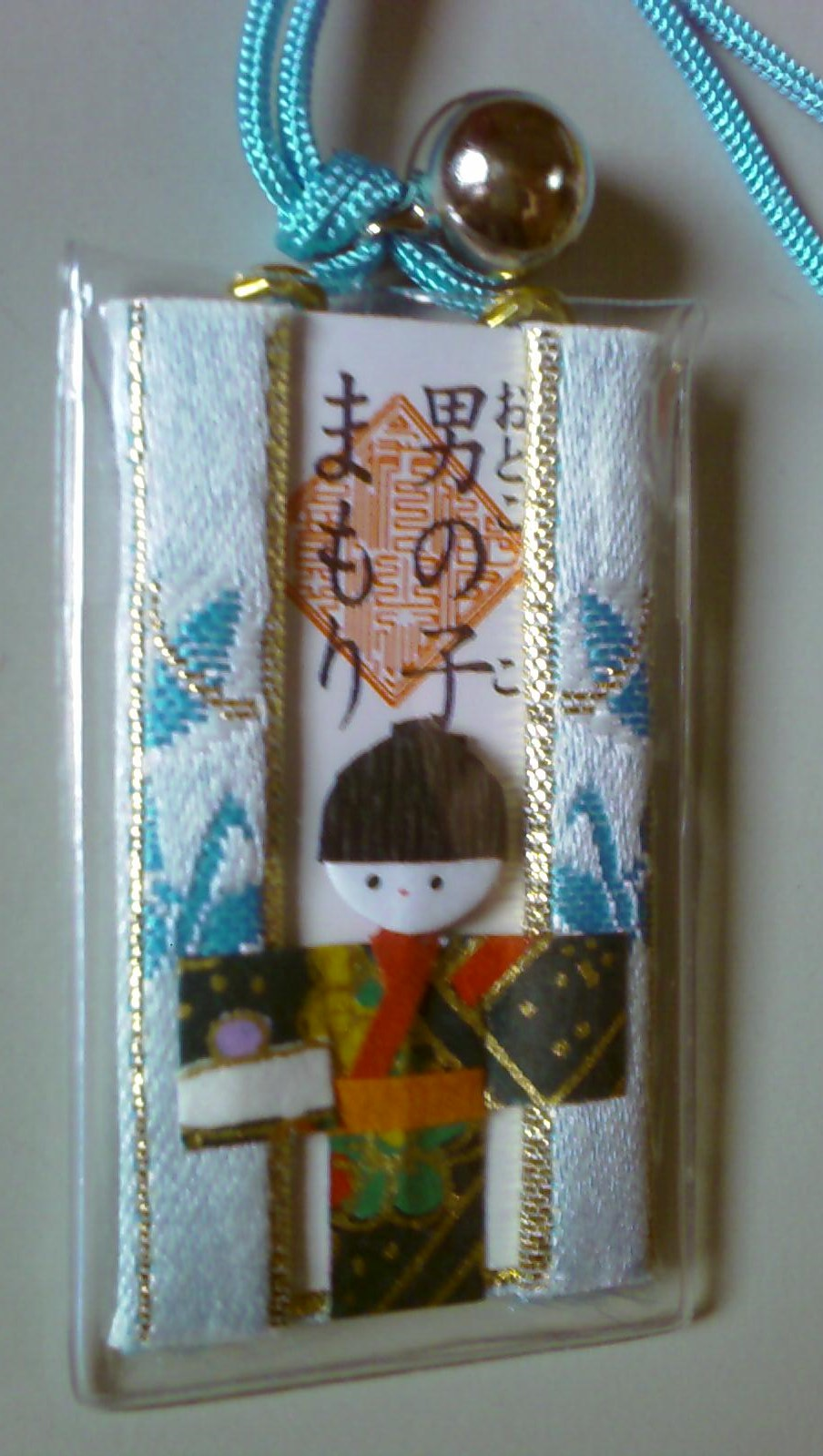
銀閣寺男子造型的御守
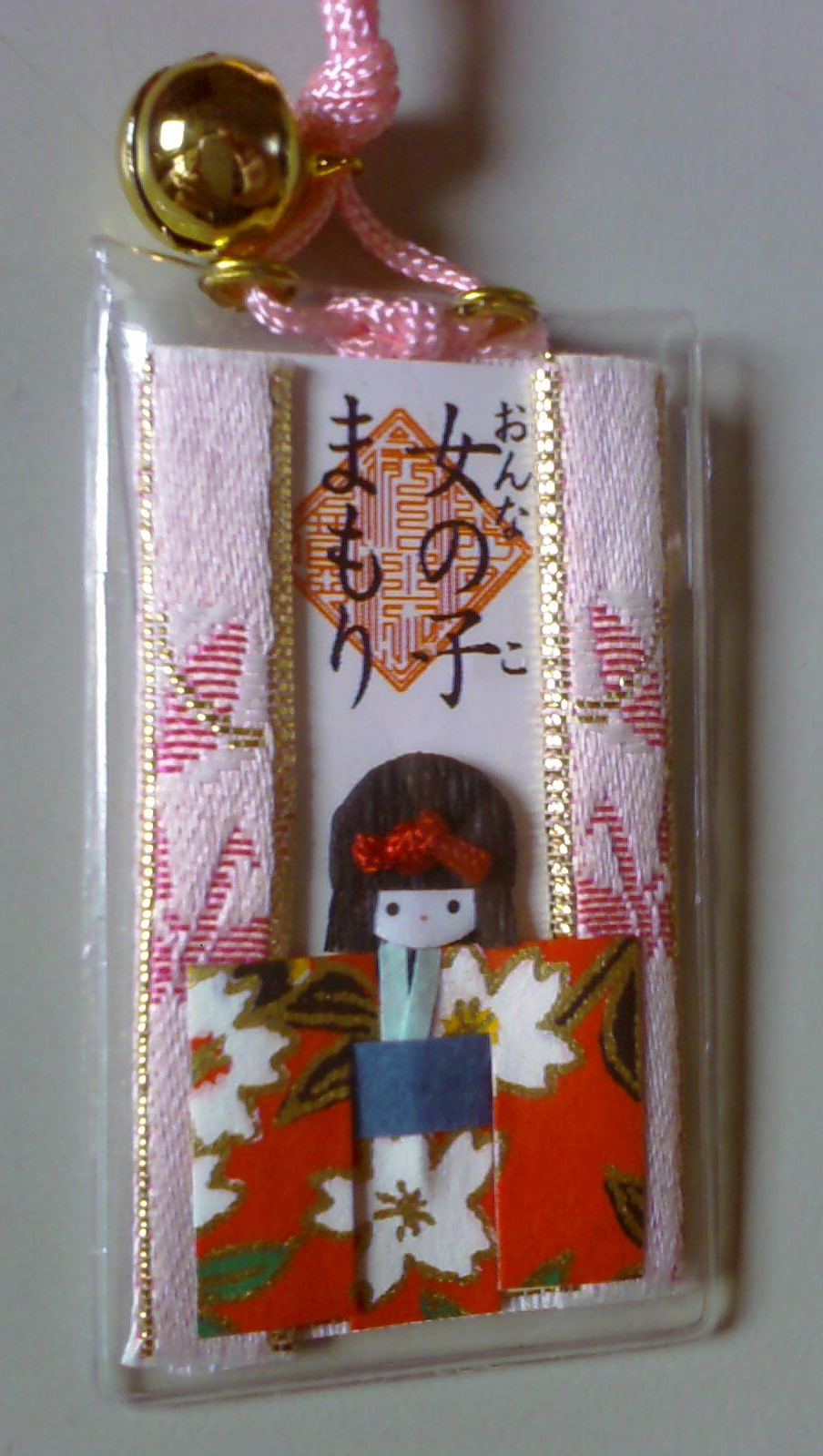
銀閣寺女子造型的御守
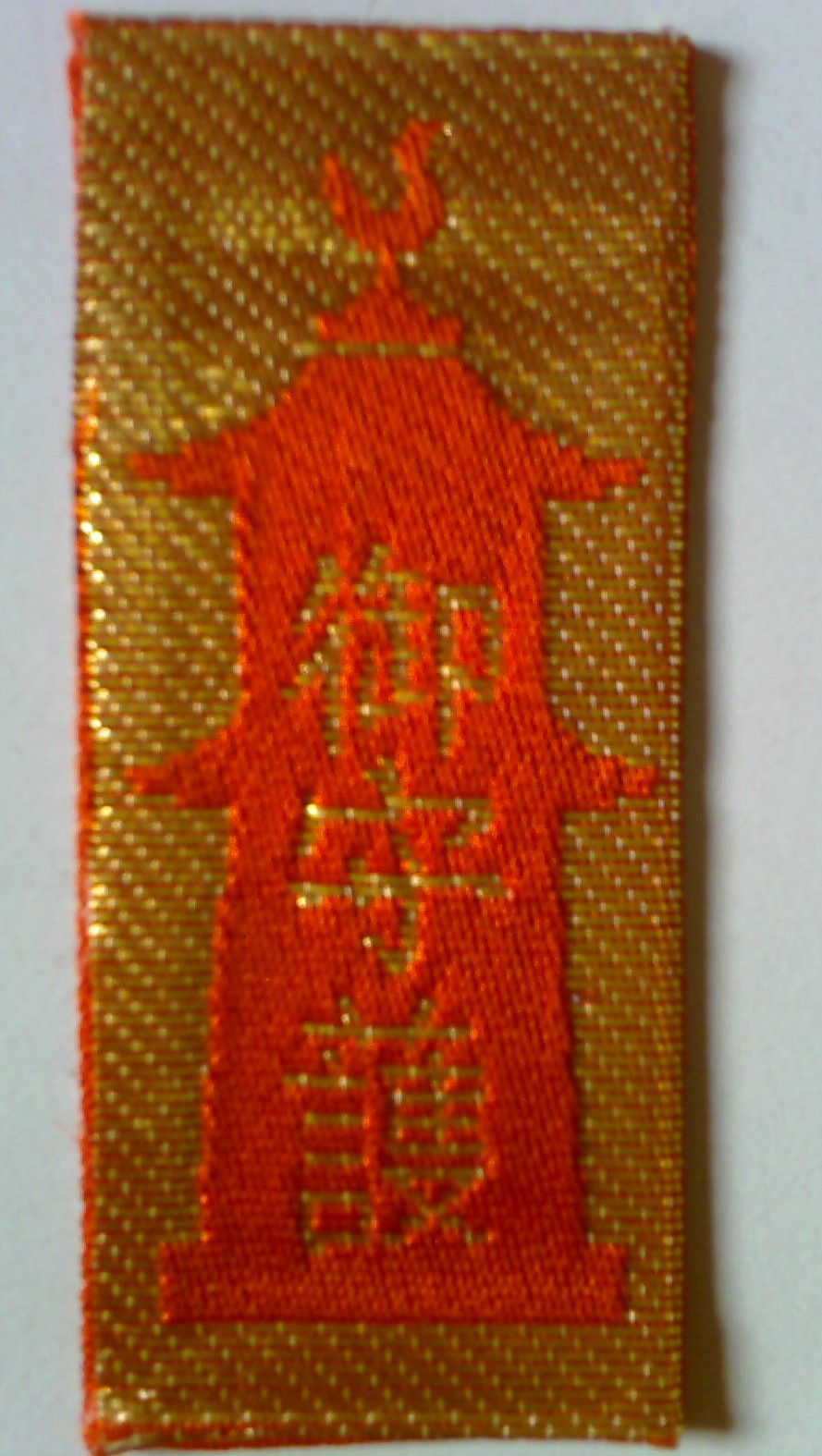
金閣寺御守，繡著金閣寺的外觀
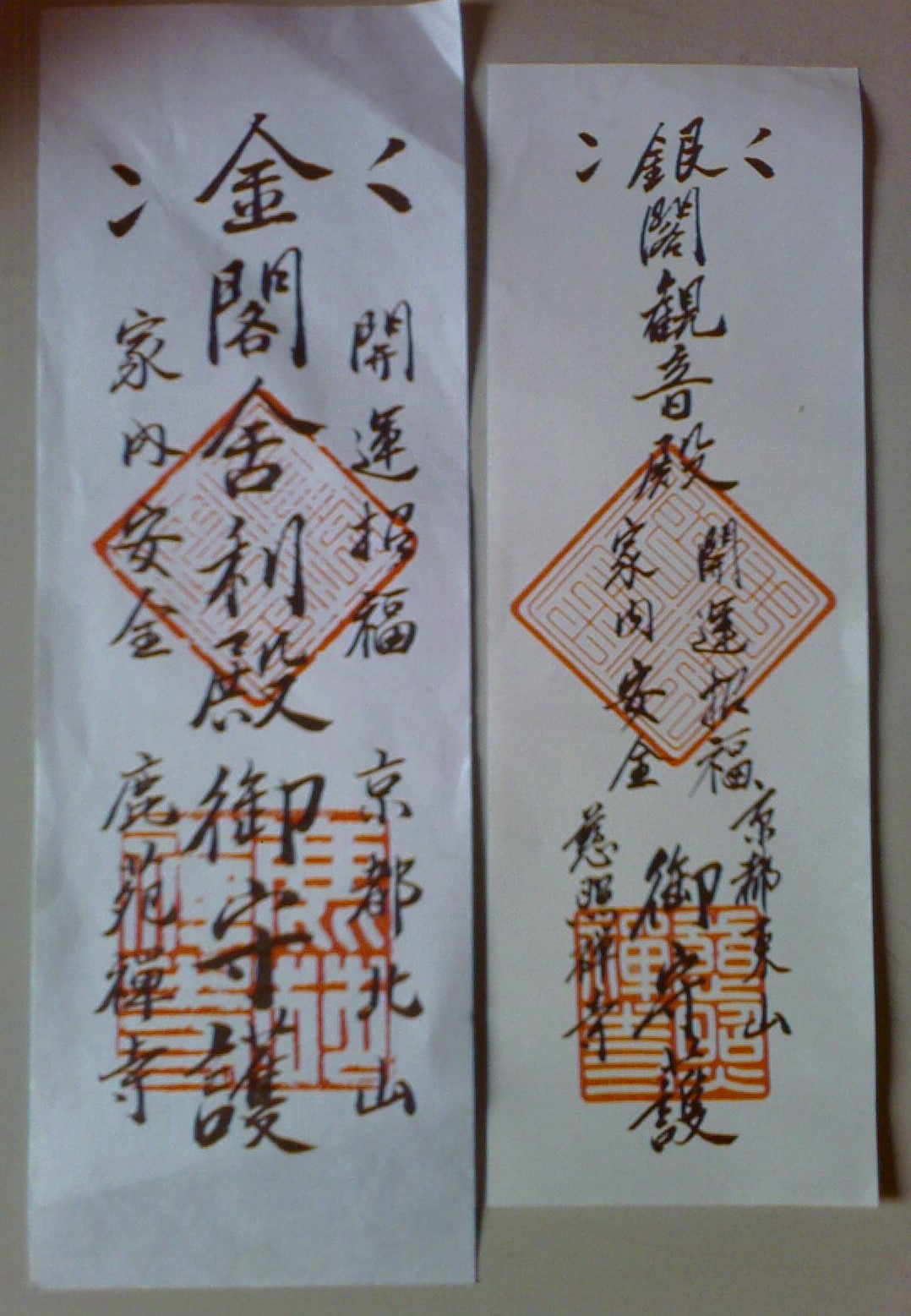
金閣寺(左)、銀閣寺(右)的「開運祈福、家內安全」御守，同時也作為門票販售
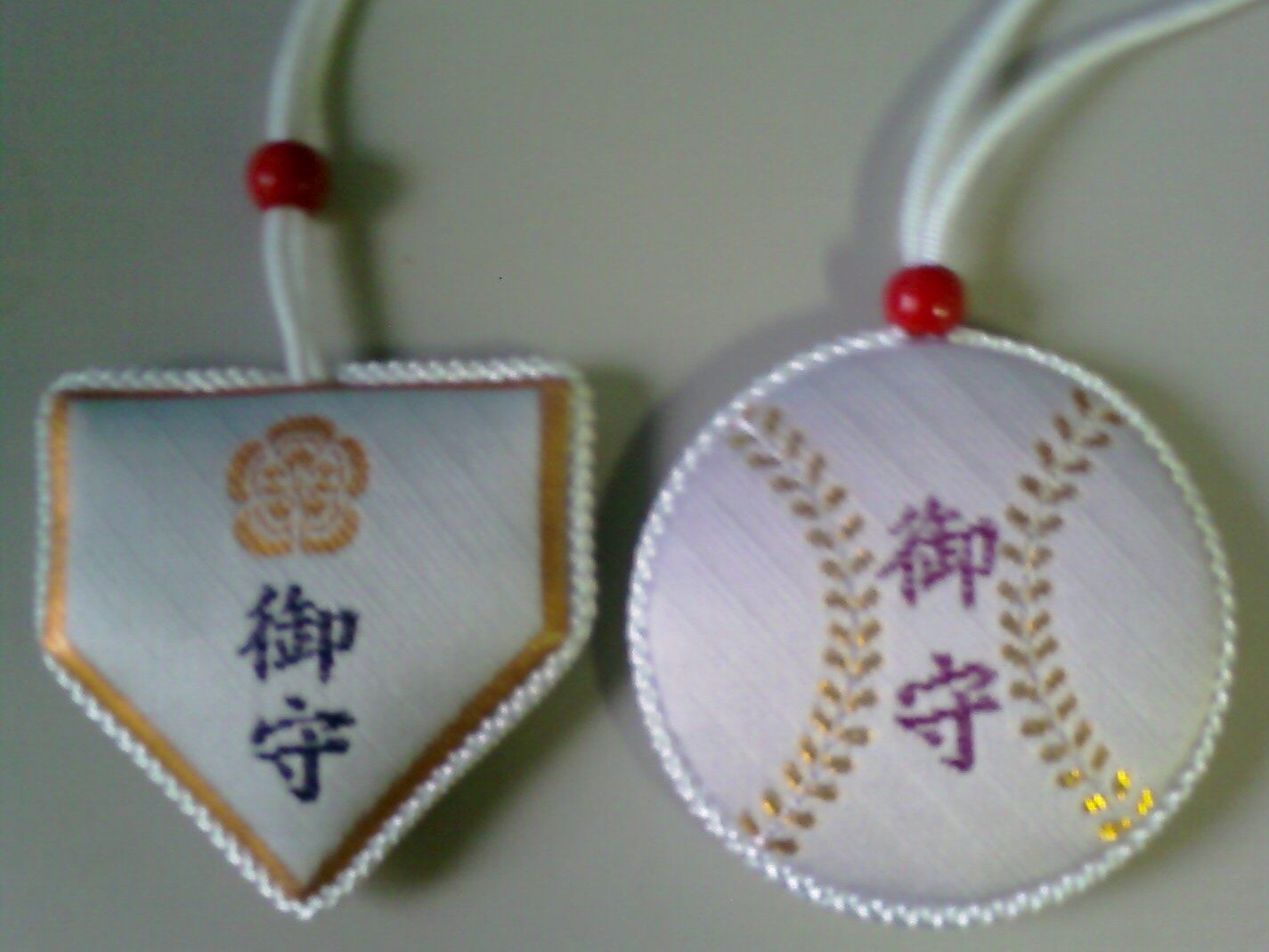
大阪甲子園旁素盞嗚神社本壘板(左)和棒球(右)外觀的御守
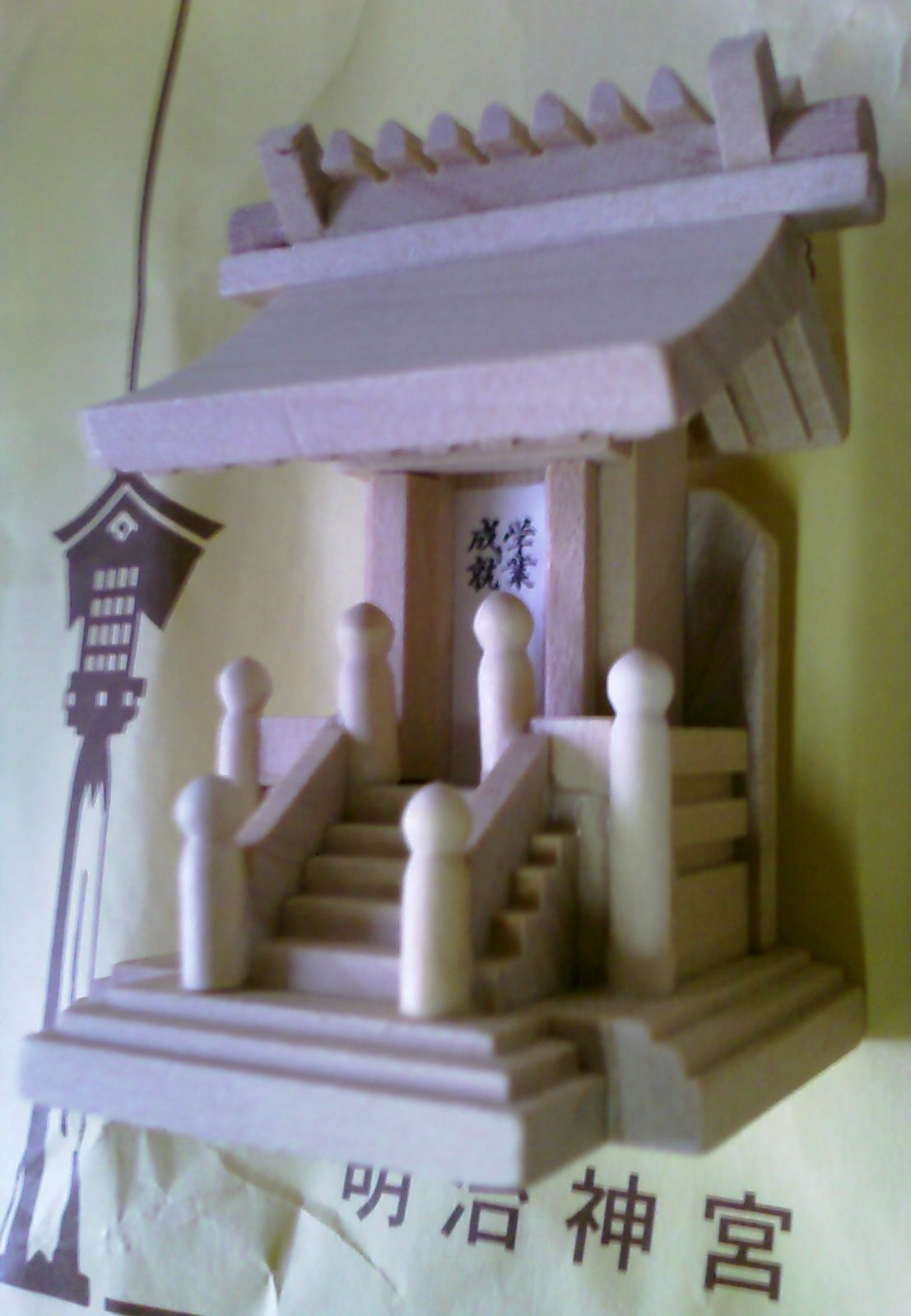
明治神宮的學業成就御守，以木製仿明治神宮立體外觀
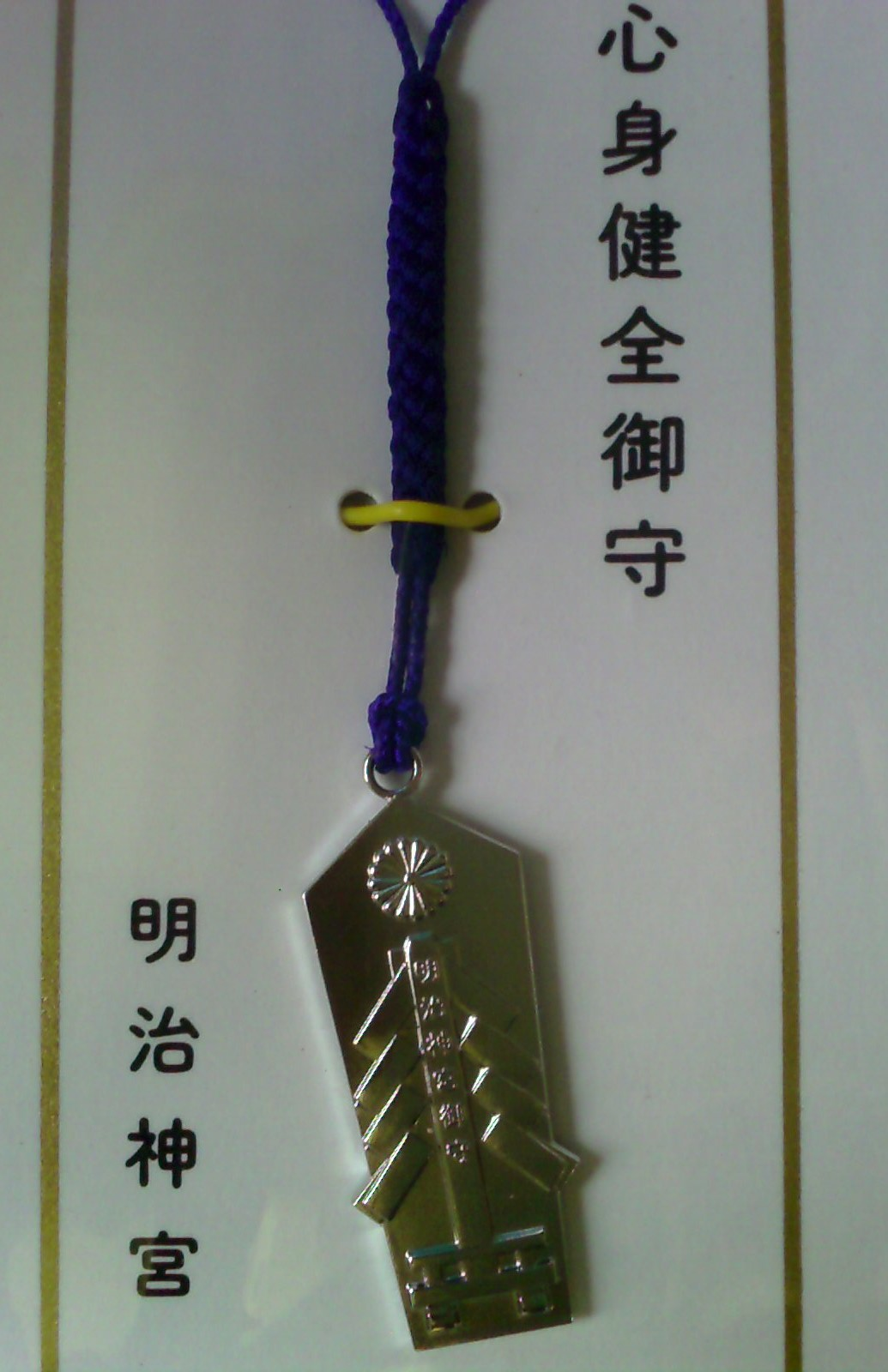
明治神宮的身心健全御守
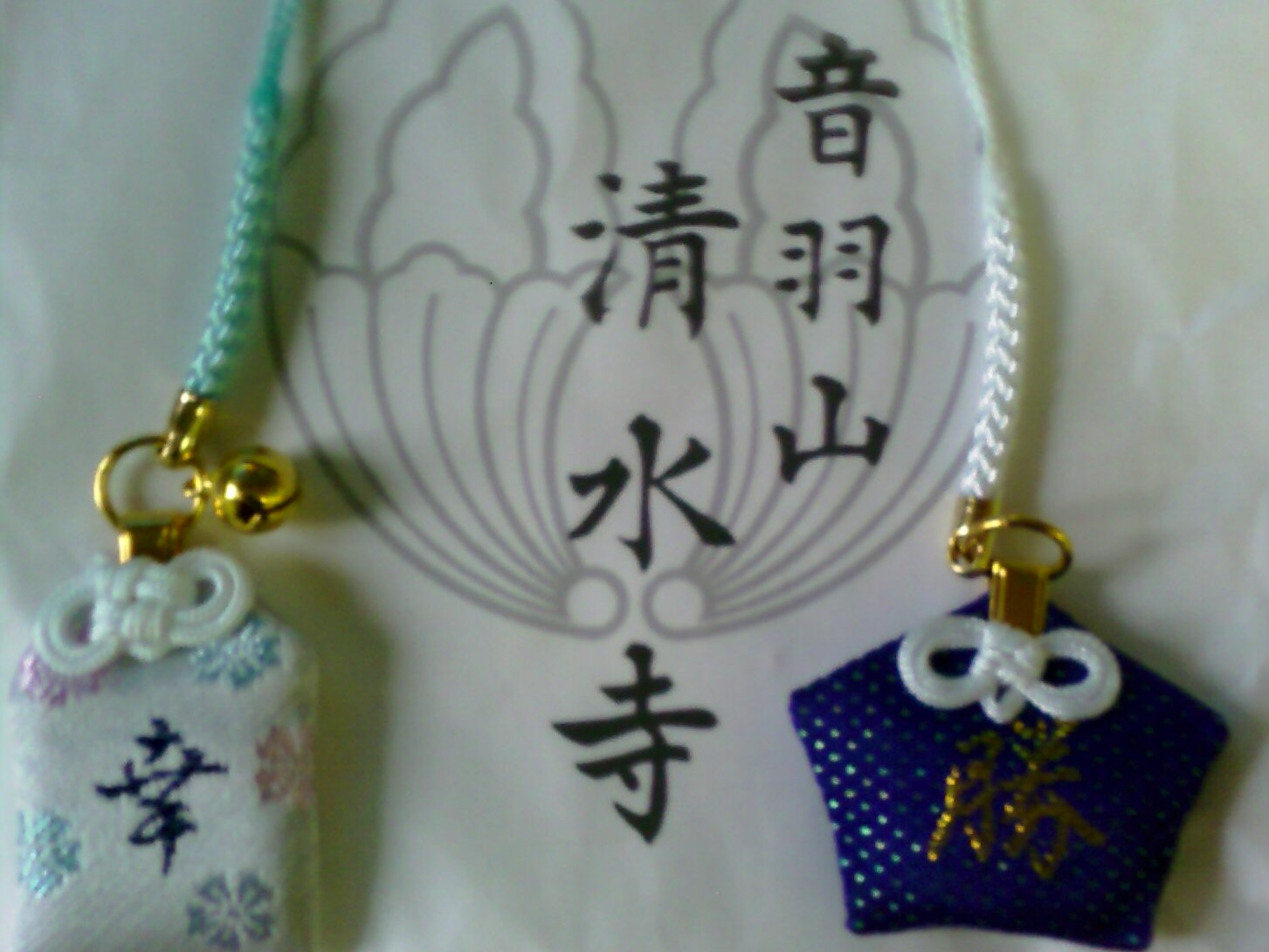
清水寺販賣祈求幸運和勝利的御守
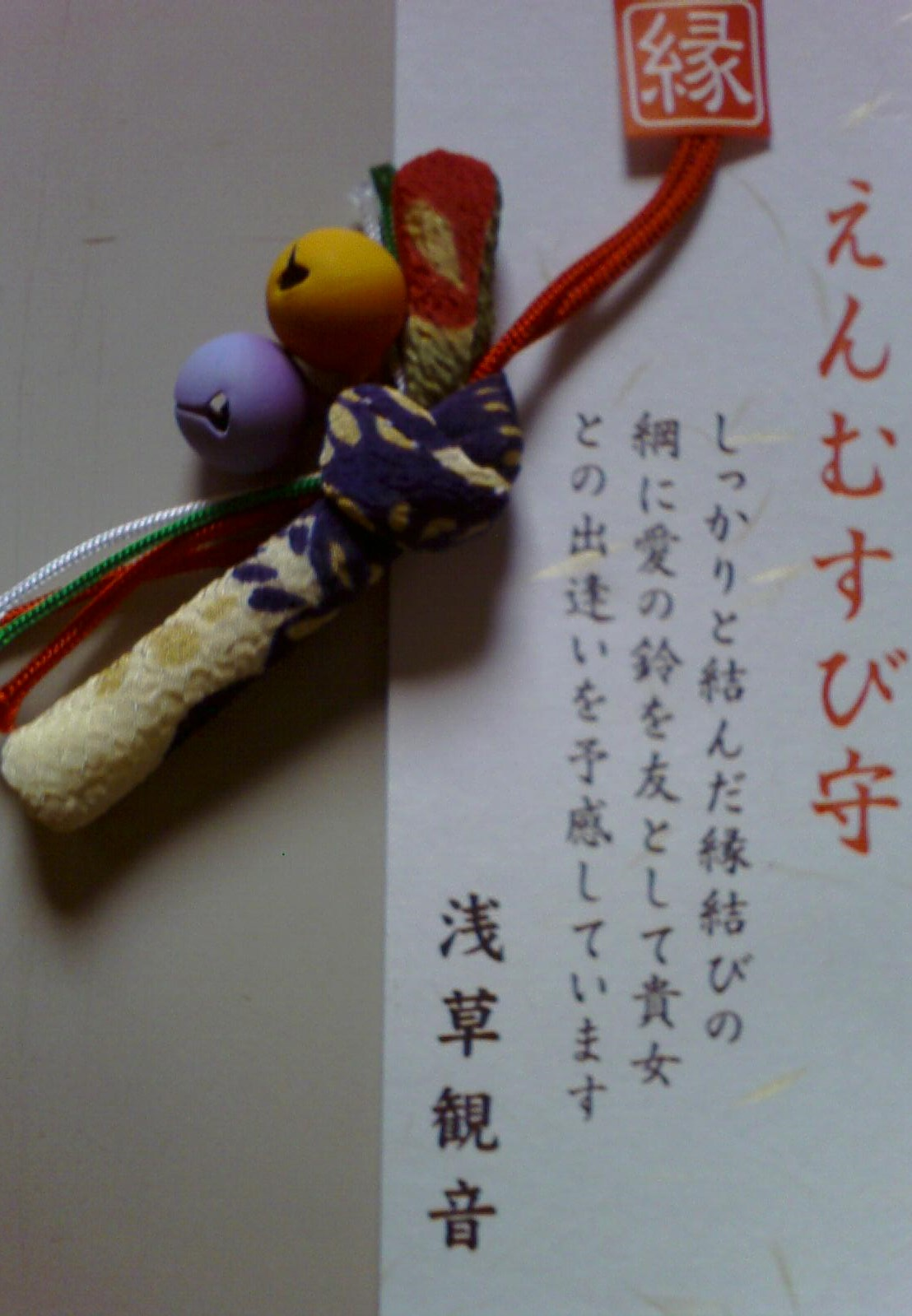
東京淺草寺的良緣祈求御守
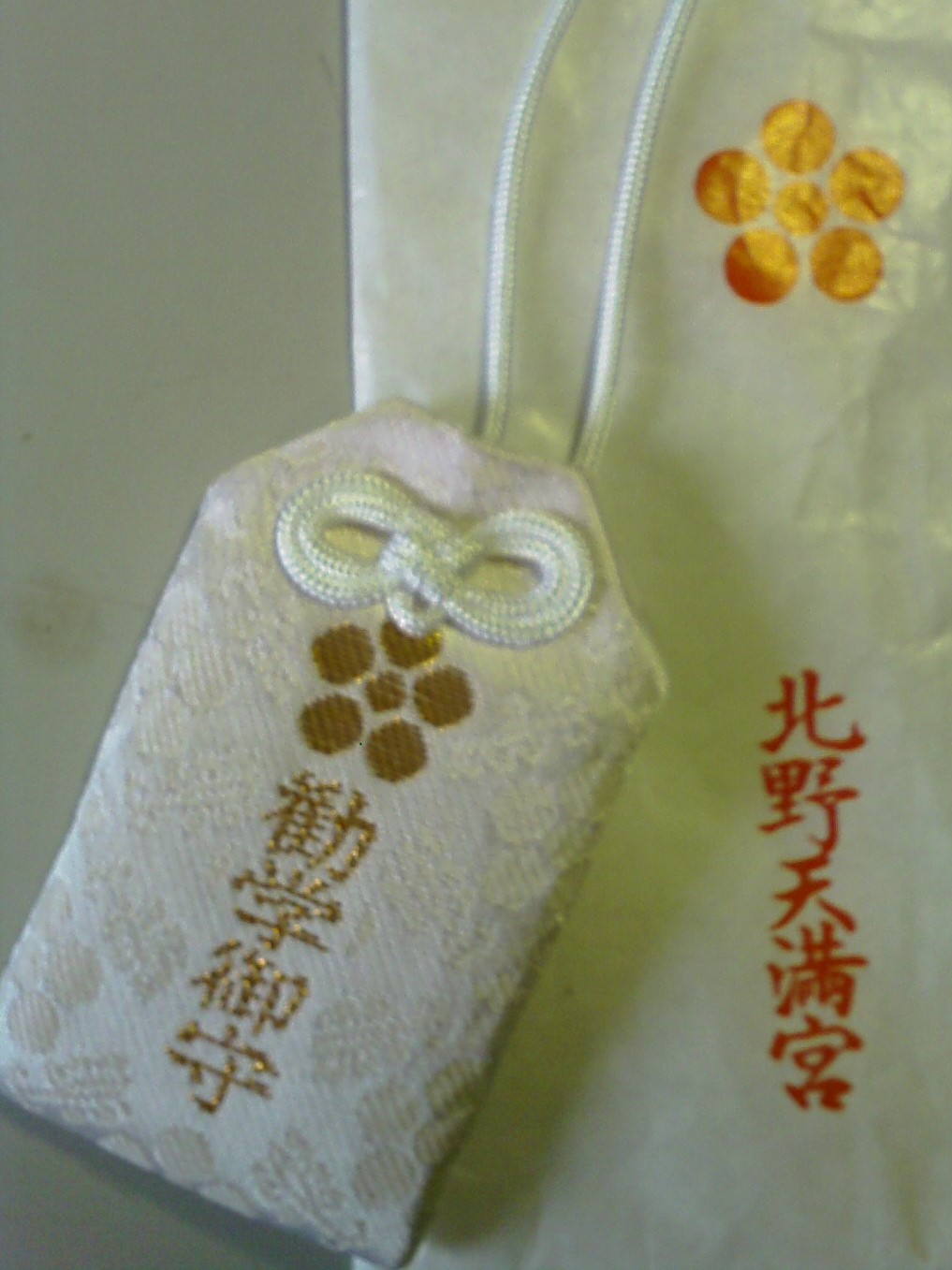
北野天滿宮的勸學御守
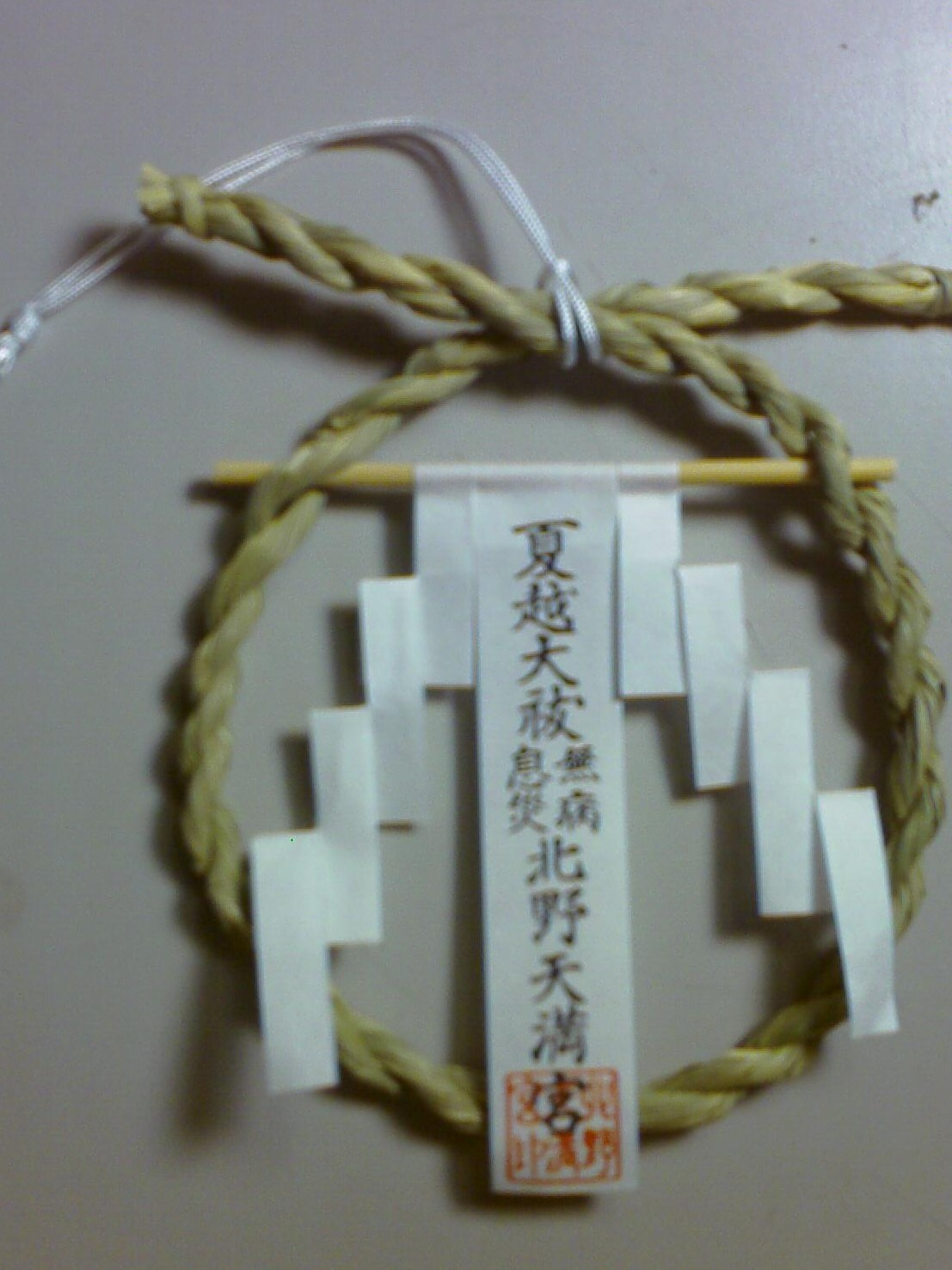
北野天滿宮舉行夏越大拔時販賣的御守

## 純銀御守
純銀在古代就是用來做為淨化水、檢驗食物有無毒物的器具，因此純銀的材質，也被認為一般邪物無法靠近，
有些御守為了「加強功效」，會以純銀來製作，並且販售給客人時最好在上面刻姓名，然後再到大型的正廟去過爐，確保其效果。